# Noel Harrison

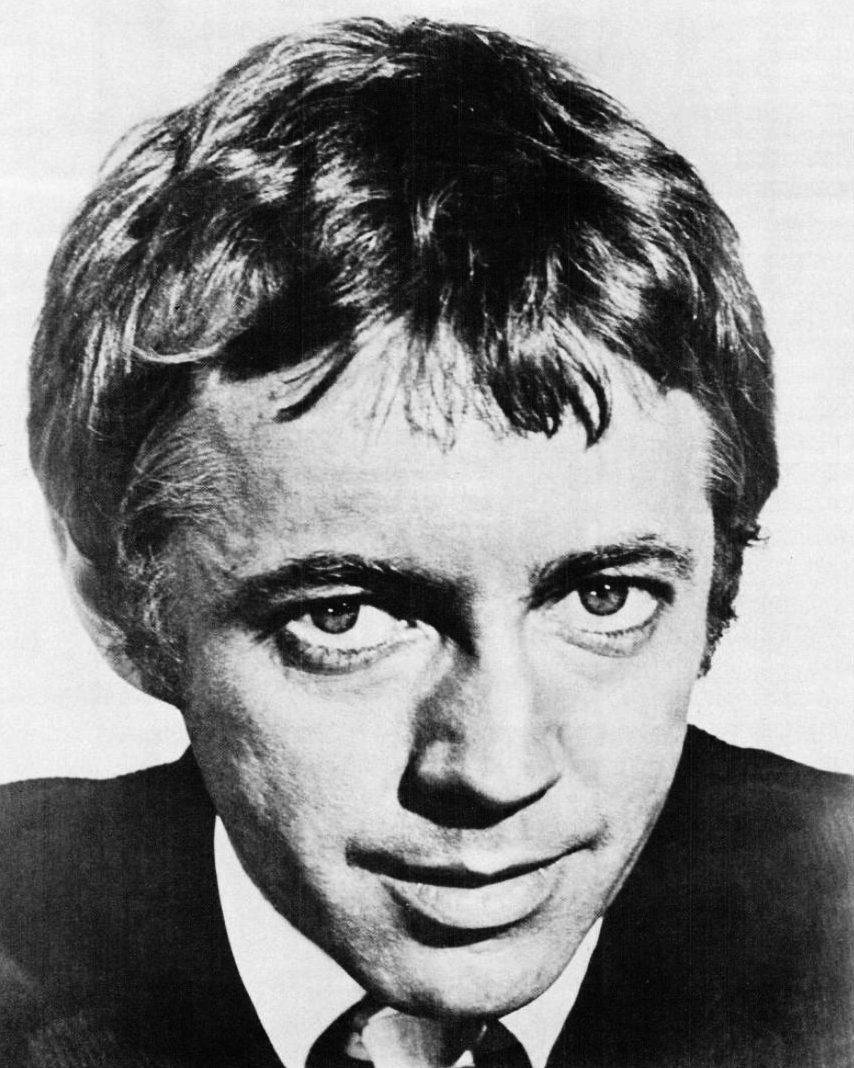
Harrison in 1967

Noel Harrison (Londen, 29 januari 1934 – Devon, 19 oktober 2013) was een Britse zanger-acteur en Olympische skiër. Hij was de zoon van de Britse acteur Rex Harrison.

## Zijn jeugd
Als tiener trad hij toe tot een theatergroep uit Ipswich en leerde zichzelf gitaarspelen, maar zijn voornaamste interesse was sport en het grootste deel van zijn vrije tijd werd besteed aan skiën in Zwitserland. Op jonge leeftijd was hij lid van het Britse skiteam. Op zijn 19e werd hij slalomkampioen en vertegenwoordigde hij Groot-Brittannië bij de Olympische Winterspelen van Oslo in 1952 en die van 1956 in Cortina d'Ampezzo in Italië.
Na het verlaten van het Britse leger in de jaren 1950 speelde hij met het idee om een journalist te worden, maar in plaats daarvan koos hij voor de muziek. Zijn vroege doorbraak kwam toen hij een vast onderdeel werd in het BBC-programma Tonight.
Zijn eerste elpee was "Noel Harrison at the Blue Angel" (1960), zijn laatste was "From the Sublime to the Ridiculous" (2010). Hij was vooral bekend van het nummer 'The Windmills of Your Mind'. Harrison zong het nummer voor de film The Thomas Crown Affair. Het lied won in 1968 een Oscar voor beste filmsong.
Als acteur was hij onder meer te zien in "The Girl From UNCLE" met Stefanie Powers en in de film "Take A Girl Like You" (1970) met Oliver Reed.
Harrison trad nog tot zijn dood regelmatig op. Hij overleed na een hartaanval na een optreden in Devon op 79-jarige leeftijd.

## Persoonlijk
Harrison was drie keer getrouwd en had vijf kinderen.

## NPO Radio 2 Top 2000
Van Noel Harrison stond alleen The windmills of your mind in 2000 in de NPO Radio 2 Top 2000, op plek 1866.
- Bibliothèque nationale de France: cb14185622q (data)
- International Standard Name Identifier: 0000 0000 3144 5054
- Library of Congress Control Number: n95043400
- MusicBrainz: edc02054-b996-4ce6-a6b3-eba7ae8ed5bf
- Virtual International Authority File: 104032757
- WorldCat: E39PBJht6VMBR9Pdvp3C8M9VYP